# Šedir
Šedir (α Cassiopeiae, alpha Cassiopeiae skraćeno alfa Cas, a CAS, Schedar) je zvijezda druge veličine u zviježđu Kasiopeje. Iako ju je Johann Bayer naveo kao " alfa zvijezdu", sjajnost Šedira usko se podudara sa zvijezdom " beta " (β) u zviježđu ( Beta Cassiopeiae ) i može se činiti neznatno svjetlijom ili tamnijom. Međutim, nedavni izračuni NASA-inog teleskopa WISE potvrđuju da je α Cas najsvjetlija zvijezda u Kasiopeji, s prividnom magnitudom od 2,240. Njegova je apsolutna veličina 18 puta veća od β Cas, a nalazi se preko četiri puta dalje od Sunca.   

## Vidljivost
S deklinacijom od 56° 32' sjeverno, Šedir je uglavnom vidljiv na sjevernoj hemisferi. Zvijezdu mogu uočiti većina promatrača do Pertha, Australija, Santiaga, Čile i druga naselja sjeverno od ±  33° južne geografske širine, iako blizu horizonta. Šedir se nalazi u liniji s Mliječnim putom, tako da postoje i drugi značajni nebeski objekti koji se mogu promatrati u neposrednoj blizini ove zvijezde - Pacman maglica, NGC 436 i NGC 457 - samo su nekoliko objekata. 
Šedir dostiže svoj zenit iznad gradova kao što su Edinburgh, Kopenhagen i Moskva. Cirkumpolarna je zvijezda po cijeloj Europi, Rusiji, a najjužnije u Los Angelesu, Kaliforniji na sjevernoameričkom kontinentu, kao i na drugim mjestima širom svijeta s geografskom širinom većom od ± 33 ° sjeverno. Budući da je α Cassiopeiae navedena kao zvijezda druge magnitude (jednaka Beta Cas), lako je promatrati golim okom sve dok noćno opažanje ne ometa svjetlosno zagađenje uobičajeno u većini gradova. 
Najbolje vrijeme za promatranje je tijekom kasnih jesenskih mjeseci sjeverne polutke, kada Kasiopeja u ponoć prelazi meridijan, ali s obzirom na cirkumpolarnu prirodu u mnogim sjevernim lokalitetima, vidljiva je mnogim svjetskim stanovnicima tijekom cijele godine. 